# Temporada del 2008 de pilota valenciana
Heus ací un resum de les principals competicions de Pilota valenciana jugades íntegrament o acabades l'any 2008.

## Professionals

### Escala i corda
| Competició                            | Campió                          | Subcampió                    |
| ------------------------------------- | ------------------------------- | ---------------------------- |
| Circuit Bancaixa                      | Genovés II, Sarasol II i Héctor | Miguel, Grau i Raül II       |
| Individual                            | Álvaro                          | Genovés II                   |
| Copa Diputació                        | Álvaro, Jesús i Herrera         | Víctor, Fèlix i Canari       |
| Màsters Ciutat de València            | Colau, Solaz i Canari           | Miguel i Dani                |
| Trofeu Ciutat de Dénia                | Genovés II i Canari             | Colau i Fèlix                |
| Trofeu Ciutat de Llíria               | Soro III, Sarasol II i Tino     | Núñez, Jesús i Héctor        |
| Trofeu Hnos. Viel                     | Adrián I, Dani i Tino           | Álvaro i Jesús               |
| Trofeu Mancomunitat de la Ribera Alta | Miguel, Sarasol II i Hèctor     | Pedro, Tato i Canari         |
| Trofeu Nadal de Benidorm              | Genovés II, Canari i Nacho      | Víctor, Sarasol II i Raül II |
| Trofeu Universitat de València        | Víctor i Dani                   | Miguel, Raül II i Oñate      |
| Trofeu Vidal                          | Miguel, Fèlix i Canari          | Genovés II i Grau            |

### Frontó
| Competició                                   | Campió                  | Subcampió             |
| -------------------------------------------- | ----------------------- | --------------------- |
| Obert d'Albal                                | Álvaro i Fageca         | Genovés II i Espínola |
| Trofeu Costa Blanca                          | Genovés II i Sarasol II | Lasa III i Ongay      |
| Trofeu Platges de Moncofa                    | Álvaro i Vicent         | Mezquita i Pasqual II |
| Trofeu President de la Diputació de València | Álvaro i Fageca         | Genovés II i Espinola |

### Galotxa
| Competició       | Campió                  | Subcampió                |
| ---------------- | ----------------------- | ------------------------ |
| Trofeu Moscatell | Álvaro, Raül II i Zanón | León, Dani i Colorado II |

### Raspall
| Competició                            | Campió                         | Subcampió                         |
| ------------------------------------- | ------------------------------ | --------------------------------- |
| Individual                            | Waldo                          | Coeter II                         |
| Campionat per equips                  | Gorxa, Alberto i Galán         | Malonda IV, Coeter II i Canana II |
| Trofeu Gregori Maians                 | Waldo i Leandro III            | Malonda IV, Agustí i Javi         |
| Mancomunitat de municipis de la Safor | Gorxa, Coeter II i Leandro III | Loripet, Agustí i Vilare          |

## Aficionats

### Escala i corda
| Competició          | Campió                            | Subcampió                |
| ------------------- | --------------------------------- | ------------------------ |
| Lliga Caixa Popular | Pasqual II, Monrabal i José Ramón | Escoto, Tomàs II i Josep |

### Frontó
| Competició | Campió           | Subcampió        |
| ---------- | ---------------- | ---------------- |
| Individual | Montesa          | Lemay            |
| Parelles   | Lemay i Zacarías | Montesa i Puchol |

### Galotxa
| Competició       | Campió               | Subcampió            |
| ---------------- | -------------------- | -------------------- |
| El Corte Inglés  | Caja Campo Godelleta | Tryp Massalfassar    |
| Interpobles      | Tryp Massalfassar    | Caja Campo Godelleta |
| Supercopa        | Aj. de Beniparrell   | Caja Campo Godelleta |
| Copa Generalitat | Murla                | Vila-real            |

### Llargues
| Competició                 | Campió      | Subcampió |
| -------------------------- | ----------- | --------- |
| Lliga a Llargues d'Alacant | El Campello | Sella     |

#### Palma
| Competició    | Campió  | Subcampió |
| ------------- | ------- | --------- |
| Lliga a Palma | Benasau | Tibi      |

### Perxa
| Competició    | Campió | Subcampió |
| ------------- | ------ | --------- |
| Lliga a Perxa | Sella  | Alcoi     |

### Raspall
| Competició                       | Campió        | Subcampió     |
| -------------------------------- | ------------- | ------------- |
| Autonòmic de Raspall al carrer   | Rafelbunyol A | Rafelbunyol B |
| Autonòmic de Raspall en trinquet | Beniarrés     | Rafelbunyol   |

## Internacionals
| Competició                                | Campió        | Subcampió       |
| ----------------------------------------- | ------------- | --------------- |
| Campionats Internacionals de Pilota       |               |                 |
| VI Mundial de Pilota a Imbabura (Equador) |               |                 |
| Frontó internacional                      | Mèxic         | Argentina       |
| Joc internacional                         | Bèlgica       | Itàlia          |
| Llargues                                  | Països Baixos | Sel. Valenciana |
| Pilota equatoriana                        | Equador       | Bèlgica         |
| Campió absolut                            | Bèlgica       |                 |

| Precedit per: Temporada del 2007 de pilota valenciana | Temporada del 2008 de pilota valenciana 2008 | Succeït per: Temporada del 2009 de pilota valenciana |